# La escondida (película)
La escondida es una película de melodrama mexicana de 1956 escrita y dirigida por Roberto Gavaldón, y protagonizada por María Félix y Pedro Armendáriz. Esta cinta está basada en la novela homónima escrita por Miguel N. Lira en 1947 y adaptada por Gunther Gerzso y José Revueltas, y forma parte de la producción cinematográfica de la Época de oro del cine mexicano. Fue filmada a partir del 4 de noviembre de 1955 en los Estudios Churubusco y estrenada el 18 de julio de 1956 en el Cine mexicano, permaneciendo seis semanas en cartelera. Esta película está ambientada en la época de la Revolución Mexicana y el discurso histórico está presente en la narrativa de los personajes.

## Sinopsis
En la Hacienda del Vergel en Tlaxcala (1909), Gabriela (María Félix) y Felipe Rojano (Pedro Armendáriz) se enamoran profundamente. Ambos hijos de peones planean casarse y ven mermado el plan cuando se separan porque Felipe se culpa de un delito inculpado a ella.

## Reparto
- María Félix - Gabriela
- Pedro Armendáriz - Felipe Rojano
- Andrés Soler - general Nemesio Garza
- Arturo Martínez - don Cosme
- Domingo Soler - Tata Agustino
- Jorge Martínez de Hoyos - Máximo Tepal
- Carlos Agostí - Octavio Moreno
- Sara Guash - Hortensia
- Miguel Manzano - señor Chente
- Carlos Riquelme - doctor Herrerías
- Eduardo Alcaraz - Ariza, funcionario
- Rafael Alcayde - don Esteban
- Manuel Dondé - El Tuerto, peón
- Nora Veryán - vendedora de auguamiel
- Alicia del Lago - vendedora de auguamiel
- Arturo "El Bigotón" Castro - conductor del tren
- Alfredo "Wally" Barrón - don Ventura
- Hernán Vera - recaudador de rentas

## Premios

### Premios Ariel
| Categoría     | Persona      | Resultado |
| ------------- | ------------ | --------- |
| Mejor Edición | Jorge Bustos | Ganador   |